# Зона Б-5-3
Зона Б-5-3 е жилищен комплекс в София.
Разположен е в район Възраждане, между булевардите „Александър Стамболийски“ и „Генерал Михаил Д. Скобелев“, улица „Добруджански край“ и площад „Възраждане“. На запад граничи с квартала „Зона Б-5“, а в другите посоки е ограден от части на Центъра.

## Пътища
| Път                          | Наречен на                                       | Местоположение |
| ---------------------------- | ------------------------------------------------ | -------------- |
| „Александър Стамболийски“    | Александър Стамболийски (1879 – 1923), политик   | Карта          |
| „Антим І“                    | Антим I (1816 – 1888), духовник                  | Карта          |
| „Генерал Михаил Д. Скобелев“ | Михаил Скобелев (1843 – 1882), руски генерал     | Карта          |
| „Добруджански край“          | О, Добруджански край, военен марш                | Карта          |
| „Марко Балабанов“            | Марко Балабанов (1837 – 1921), политик           | Карта          |
| „Отец Паисий“                | Паисий Хилендарски (1722 – 1773), писател        | Карта          |
| „Партений Нишавски“          | Партений Зографски (1818 – 1876), духовник       | Карта          |
| „Позитано“                   | Вито Позитано (1833 – 1886), италиански дипломат | Карта          |
| „Средна гора“                | Средна гора, планина в България                  | Карта          |
| „Странджа“                   | Странджа, планина в България и Турция            | Карта          |
| „Три уши“                    | Три уши, част от Стара планина                   | Карта          |